# 岩本彗星
岩本彗星（いわもとすいせい、英語: Comet Iwamoto）は、2013年に出現した長周期彗星。

## 発見
徳島県のアマチュア天文家岩本雅之は、3月11日朝5時0分（JST）に、自宅の観測所で、ペンタックスSDUFII（10cmf/4）＋キヤノンEOS 5Dを使用して撮影したわし座の画像に14等級の新彗星を発見した。翌12日に確認した上で新彗星として報告し、各地で確認観測が行われ14日に新彗星として公表された。
岩本にとっては同年1月12日から彗星捜索を始めて13夜目の発見であった。

## 出現
近日点通過は発見直前の2013年3月9日。夜明け前の東の低空でわし座からみずがめ座にかけて移動し、12等級で眼視観測された。

### その他
パンスターズ彗星 (C/2011 L4)が最大光度に達した頃に出現した。拡散しており、12～14等級でアマチュアでは手が届きにくい明るさであったため、観測数は多くなかった。